# Флаг Ярковского района
Флаг муниципального образования Ярко́вский муниципальный район Тюменской области Российской Федерации.
Ныне действующий флаг утверждён 20 апреля 2010 года и внесён в Государственный геральдический регистр Российской Федерации с присвоением регистрационного номера 6227.
Флаг составлен на основании герба Ярковского муниципального района, воспроизводит его символику и, наряду с ним, служит официальным символом Ярковского муниципального района.

## Описание
«Прямоугольное полотнище с отношением ширины к длине 2:3, состоящее из четырёх горизонтальных полос, сверху вниз: красного, белого, зелёного и красного цветов, соотносящихся сверху вниз как 6:1:1:2; в центре верхней полосы красного цвета — идущий к древку по полосе белого цвета медведь жёлтого цвета. Оборотная сторона полотнища зеркально воспроизводит лицевую».